# Palazzo Sessa

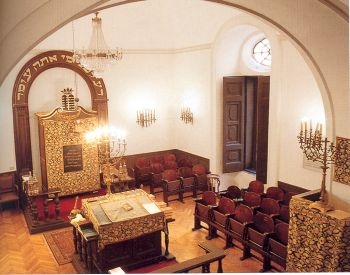
L'interno della sinagoga di Napoli.

Il palazzo Sessa è un edificio storico ubicato nel quartiere San Ferdinando (via Santa Maria a cappella vecchia 31) in Napoli.

## Descrizione
Fondato nel 1506, Primo marchese di (Sessa Aurunca).Giuseppe Asmundo di Sessa affidò nel 1746 i lavori di ampliamento e decorazione agli architetti Giuseppe Genoino, autore della guglia dell'Immacolata a piazza del Gesù Nuovo, e Andrea Vaccaro, che proseguì l'opera del padre Domenico Antonio.
In epoca borbonica fu la sede ufficiale dell'ambasciata inglese presso il re di Napoli; il suo più illustre "inquilino" fu sir William Hamilton, che vi abitò dal 1764 al 1800 con la moglie Emma, ospitando, tra i tanti, Élisabeth Vigée Le Brun, Goethe (nel 1787) e Lord Nelson.
Attualmente è sede della sinagoga per la comunità ebraica di Napoli. Dal 2012, il Goethe Institut di Napoli si è trasferito dalla vecchia sede della Riviera di Chiaia presso questo luogo così simbolico.